# Dans une étable obscure
Es ist ein Ros entsprungen
Dans une étable obscure est un chant de Noël traditionnel, qui utilise une mélodie venue de Trèves, en Allemagne, au début du XVIe siècle. La mélodie est arrangée pour chœur à 4 voix par l'organiste Michael Praetorius (1571-1621), qui a publié les deux premiers couplets dans Musæ Sioniæ en 1609.
Les paroles les plus populaires de cette mélodie au niveau international sont les traductions directes du poème Es ist ein Ros entsprungen, écrit par le moine allemand Conradus en 1587. Le poème a été publié comme une chanson avec cette mélodie pour la première fois en 1599, près de 100 ans après la composition de la mélodie, et 12 ans après la rédaction du poème. La source la plus ancienne collectée se trouve dans le Speyerer Gesangbuch, un hymnaire des Jésuites de Spire publié en 1599. Il comporte 23 couplets, décrivant l'histoire sainte depuis l'annonce du salut dans le livre d'Isaïe jusqu'à l'arrivée des trois rois mages dans les évangiles.
Augustin Mahot a écrit en 1621 des paroles différentes en français pour la mélodie, qui ne sont pas une traduction du poème Es ist ein Ros entsprungen (une traduction littérale du titre se rapprocherait de « Une rose a éclos »). Dans le monde francophone, cette chanson est presque toujours chantée avec les paroles d'Augustin Mahot, et les autres traductions françaises du poème Es ist ein Ros entsprungen sont rarement utilisées. Dans d'autres pays, la chanson est presque toujours chantée avec des traductions presque directes. La version anglaise la plus courante, Lo, How a Rose E'er Blooming, est une traduction non littérale (c'est l'inverse ?) réalisée par Theodore Baker en 1894. Le texte d'Augustin Mahot a également été traduit en anglais et quelques autres langues.

## Paroles du poème Es ist ein Ros entsprungen
| Version allemande | Version anglaise de Baker | Version française de Monastier |
| --- | --- | --- |
| 1. Es ist ein’ Ros’ entsprungen, aus einer Wurzel zart. Wie uns die Alten sungen, von Jesse war die Art. Und hat ein Blüm’lein ’bracht; mitten im kalten Winter, wohl zu der halben Nacht. | 1. Lo, how a rose e’er blooming, From tender stem hath sprung. Of Jesse’s lineage coming, As men of old have sung; It came, a flow’ret bright, Amid the cold of winter, When halfspent was the night.       | 1. D’un arbre séculaire, Du vieux tronc d’Isaï, Durant l’hiver austère, Un frais rameau jaillit. Et sur le sol durci, Dans la nuit calme et claire, Une rose a fleuri.               |
| 2. Das Röslein, das ich meine, davon Jesaja sagt, ist Maria die reine (cathol.) ou: hat uns gebracht alleine (protest.) die uns das Blümlein bracht. (cathol.) ou: Marie die reine Magd. (protest.) Aus Gottes ew’gem Rat, Hat sie ein Kind geboren, Und blieb ein reine Magd. (cathol.) ou: Welches uns selig macht. (protest.) | 2. Isaiah 'twas foretold it, The Rose I have in mind, With Mary we behold it, The virgin mother kind; To show God’s love aright, She bore to men a Savior, When halfspent was the night.                    | 2. Par la bouche fervente Du pieux serviteur, Dieu, de sa voix clémente, Promettait un sauveur. Il vient, suprême honneur, Chez une humble servante Toute à son pur bonheur.         |
| 3. Das Blümelein, so kleine, das duftet uns so süß; mit seinem hellen Scheine vertreibt’s die Finsternis. Wahr’r Mensch und wahrer Gott! Hilft uns aus allem Leide, rettet von Sünd’ und Tod. | 3. O Flower, whose fragrance tender With sweetness fills the air, Dispel with glorious splendour The darkness everywhere; True man, yet very God, From Sin and death now save us, And share our every load. | 3. Il vient sans apparence ; Des pauvres il est roi ; Il connaît leur souffrance, Les guérit par la foi. La mort n’a plus d’effroi : Il me rend l’espérance, En se donnant pour moi. |

## Paroles d'Augustin Mahot
| Paroles françaises | Version anglaise (2019 Ion Mittler) CC BY-SA 4.0 |
| --- | --- |
| 1. Dans une étable obscure, Sous le ciel étoilé Et d'une Vierge pure, Un doux Sauveur est né. Le Seigneur Jésus-Christ Est né dans une crèche, Quand a sonné minuit.                | 1. In the dim cattle stable, under the starry sky, young maiden pure and feeble lies with her Child nearby. This Child is Jesus Christ! Born in a little manger at moment of midnight.                         |
| 2. Tandis que les Rois mages, Tandis que les bergers Lui portent leurs hommages, Portons-Lui nos baisers. Le Seigneur Jésus-Christ Saura bien nous sourire, En cette heureuse nuit. | 2. Three holy sages come there, with shepherds showing way, blessings and presents they share, and homage to Him pay. This Child is Jesus Christ! In sleep the Child is smiling, wonderful is this night.      |
| 3. Plein d'une foi profonde, Le monde est à genoux ! Frêle Majesté blonde, Etends les mains sur nous ! Ô Jésus tout petit, Le monde entier t'acclame, Dans l'adorable nuit.         | 3. Heart full of faith childlike people bow on their knees, great kings and noble knights stretch their arms and Him seek. This Child is Jesus Christ! Souls of the meek sing praises on this wonderful night. |

## Autres versions
Cette chanson existe aussi en danois (En rose saa jeg skyde), en suédois (Det är en ros utsprungen), en norvégien (Det hev ei rose sprunge) et en néerlandais (Er is een roos ontloken).